# Edvard Hedin
Edvard Laurentius Maximus Hedin, född 29 maj 1856 i Kräcklinge församling, Örebro län, död där 21 oktober 1921, var en svensk riksdagsman och Helgelseförbundets grundare och förste ordförande.
Edvard Hedin gick fem år i Karolinska allmänna högre läroverket i Örebro. 27 år gammal kom han till Torps herrgård som arrendator och efter att ha bevistat ett möte i Riseberga missionshus blev han frälst och började vittna om Gud, vilket ledde till att många personer i hembygden och omkringliggande socknar blev frälsta. De troende samlades i Riseberga och Torp och Edvard Hedin blev deras ledare.
De flesta mötena hölls till en början i Nalavi missionshus, men då markägaren misstyckte eftersom han ansåg rörelsen obiblisk, stängdes missionshuset för verksamheten. Hedin, som då hade köpt in herrgården, öppnade Torps lada för helgelsemötena. Midsommaren 1887 hölls den första Torpkonferensen (vissa menar dock att den första konferensen hölls 1885) och vid detta laget var Hedin ordförande för Helgelseförbundet, en post som han hade fram till sin död.
"Hedin var på samma gång den borne ledaren och den ödmjuke tjänaren. Hans predikan var gripande och gjorde alltid starkt intryck. Hans hälsningstal i konferenserna betraktades som något av det bästa man kunde få höra. För evangelistskaran och missionärerna som växte upp omkring honom och hans maka, var han som en far." (Redaktör Ivar Säw i Dagen 10 mars 1956.)
Tillsammans med sin hustru Axelina Hedin (1856–1922), som kommit till Torp som husföreståndarinna, tog han emot de hundratals eller tusentals besökare som varje år kom till Torpkonferensen. Redan vid femte Torpkonferensen 1891 deltog 6 000 personer. Hustrun stod för ansvaret av gården och förde livlig korrespondens med alla evangelister och missionärer, vilket var en diger uppgift då Helgelseförbundet hade i förhållande till storleken större mission än något annat förbund.
Hedin var VD och ordförande i Hallsbergs mejeri, Mosås tegelbruk och Kumla kalkgruva och vice ordförande i hushållningssällskapet samt innehade ett stort antal uppdrag i lokala styrelser för landstinget, kommunen, banker och försäkringsbolag.
Under perioderna 1897–1902 och 1918–1920 tillhörde han riksdagens andra kammare som representant för Edsbergs, Grimstens och Hardemo härad. I riksdagen anslöt han sig till Lantmannapartiet.